# George Mulhall
George Mulhall (Falkirk, 8 maggio 1936 – Brighouse, 27 aprile 2018) è stato un allenatore di calcio e calciatore scozzese, di ruolo attaccante.

## Caratteristiche tecniche
Era un'ala sinistra, veloce e abile.

## Carriera

### Calciatore

#### Club
Mulhall si forma nel Denny YMCA e poi nel Kilsyth Rangers, per poi passare il 20 giugno 1953 all'Aberdeen, club in cui militerà sino al settembre 1962.
Entra a far parte della prima squadra dei Dons a partire dalla stagione 1955-1956, in cui vincerà con il suo club Coppa di Lega, prima affermazione della squadra in questo torneo. Perde l'inizio della Scottish Division One 1959-1960 poiché è impegnato con il servizio militare.
Il 15 settembre 1962 si trasferisce per £23.000 agli inglesi del Sunderland: con i Black Cats ottiene la promozione in massima serie grazie al secondo posto nella Second Division 1963-1964.
Nell'estate 1967 con il Sunderland disputò il campionato nordamericano organizzato dalla United Soccer Association: accadde infatti che tale campionato fu disputato da formazioni europee e sudamericane per conto delle franchigie ufficialmente iscritte al campionato, che per ragioni di tempo non avevano potuto allestire le proprie squadre. Il Sunderland rappresentò i Vancouver Royal Canadians, che conclusero la Western Division al quinto posto finale.
Nel giugno 1969 lascia il Sunderland per diventare l'allenatore-giocatore dei sudafricani del Cape Town City.
Nel settembre 1971 torna in patria per giocare nel Morton, ritirandosi però dall'attività agonistica lo stesso mese, dopo aver giocato un incontro, per entrare nello staff tecnico degli Halifax Town.

#### Nazionale
Tra il 1959 e il 1961 ha disputato tre incontri, segnando una rete, con la nazionale maggiore. Pur con sole tre presenze Tartan Army vince tre edizioni differenti del Torneo Interbritannico

##### Cronologia presenze e reti in nazionale
| Cronologia completa delle presenze e delle reti in nazionale ― Scozia | Cronologia completa delle presenze e delle reti in nazionale ― Scozia | Cronologia completa delle presenze e delle reti in nazionale ― Scozia | Cronologia completa delle presenze e delle reti in nazionale ― Scozia | Cronologia completa delle presenze e delle reti in nazionale ― Scozia | Cronologia completa delle presenze e delle reti in nazionale ― Scozia | Cronologia completa delle presenze e delle reti in nazionale ― Scozia | Cronologia completa delle presenze e delle reti in nazionale ― Scozia |
| Data                                                                  | Città                                                                 | In casa                                                               | Risultato                                                             | Ospiti                                                                | Competizione                                                          | Reti                                                                  | Note                                                                  |
| --------------------------------------------------------------------- | --------------------------------------------------------------------- | --------------------------------------------------------------------- | --------------------------------------------------------------------- | --------------------------------------------------------------------- | --------------------------------------------------------------------- | --------------------------------------------------------------------- | --------------------------------------------------------------------- |
| 3-10-1959                                                             | Belfast                                                               | Irlanda del Nord                                                      | 0 – 4                                                                 | Scozia                                                                | Torneo Interbritannico 1960                                           | 1                                                                     |                                                                       |
| 7-11-1962                                                             | Glasgow                                                               | Scozia                                                                | 5 – 1                                                                 | Irlanda del Nord                                                      | Torneo Interbritannico 1963                                           | -                                                                     |                                                                       |
| 12-10-1963                                                            | Belfast                                                               | Irlanda del Nord                                                      | 2 – 1                                                                 | Scozia                                                                | Torneo Interbritannico 1964                                           | -                                                                     |                                                                       |
| Totale                                                                |                                                                       | Presenze                                                              | 5                                                                     |                                                                       | Reti                                                                  | 1                                                                     |                                                                       |

### Allenatore
Dopo la prima esperienza con il Cape Town City, diviene preparatore dell'Halifax Town, di cui poi sarà l'allenatore dal giugno 1972 al settembre 1974. Dopo un'esperienza al Bolton come assistente allenatore, guida il Bradford City dal novembre 1978 sino al 1981. Ritornato al Bolton nel marzo 1981 come assistente, ne diviene allenatore nel giugno seguente, guidando la squadra nella Second Division 1981-1982.
Dal luglio 1985 al febbraio 1987 è assistente allenatore al Tranmere. Nel 1992 diviene assistente allenatore all'Huddersfield Town. Dall'agosto 1996 all'agosto 1998 torna alla guida dell'Halifax Town.

## Palmarès

### Giocatore

#### Club
- Scottish League Cup: 1

Aberdeen: 1956

#### Nazionale
- Torneo Interbritannico: 3

1960, 1962, 1963

### Allenatore

#### Competizioni nazionali
- Conference League: 1

Halifax Town: 1997-1998